# Комсомольський сільський округ (Тимірязєвський район)
Комсомо́льський сільський округ (каз. Комсомол ауылдық округі, рос. Комсомольский сельский округ) — адміністративна одиниця у складі Тимірязєвського району Північноказахстанської області Казахстану. Адміністративний центр та єдиний населений пункт — село Комсомольське.
Населення — 419 осіб (2021; 567 у 2009, 949 у 1999, 1317 у 1989).
Станом на 1989 рік існувала Комсомольська сільська рада (села Комсомольське, Первомайське). Село Первомайське було ліквідоване 2013 року.

## Склад
До складу округу входять такі населені пункти:
| Населений пункт     | Старі назви | Населення, осіб (1989) | Населення, осіб (1999) | Населення, осіб (2009) | Населення, осіб (2021) |
| ------------------- | ----------- | ---------------------- | ---------------------- | ---------------------- | ---------------------- |
| Комсомольське, село | -           | 1157                   | 886                    | 567                    | 419                    |
| Первомайське, село  | -           | 160                    | 63                     | 0                      | -                      |